# Dierenziekenhuis

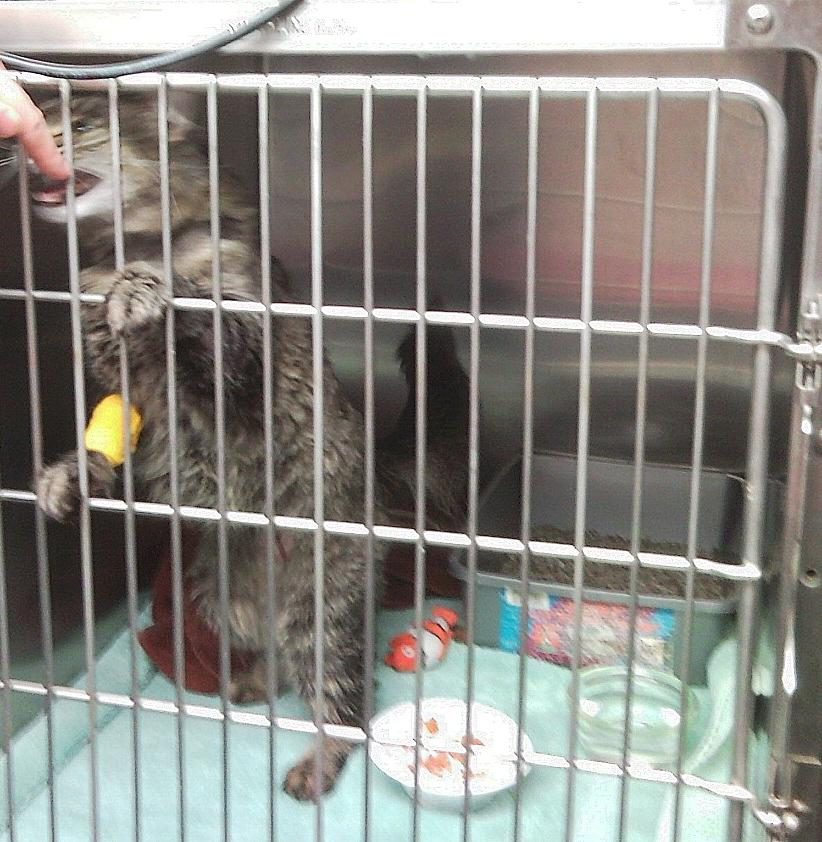
Kat na operatie

Een dierenziekenhuis is een praktijk van een of meer dierenartsen waar (bijna) alle medische zorg voor huisdieren gegeven kan worden. Voor huisdieren is er alle diergeneeskundige zorg te verkrijgen. Dit varieert van geboorte en inenting tot aan operaties en euthanasie. Ook worden er diergeneesmiddelen verkocht. Voor de eigenaren van huisdieren is er voorlichting en advies beschikbaar.

## Geschiedenis
De eerste dierenziekenhuizen ontstonden in de Verenigde Staten.

## Nederland
In Nederland zijn meerdere dierenziekenhuizen, onder andere in Amsterdam, Almere Oldenzaal en Rotterdam. Ze handelen vaak onder een franchise-paraplu. De faculteit Diergeneeskunde in Utrecht, het enige opleidingsinstituut voor dierenartsen in Nederland, beschikt over drie universiteitsklinieken: Gezelschapsdieren, Paard en Landbouwhuisdieren.